# Paranemachilus genilepis
Paranemachilus genilepis е вид лъчеперка от семейство Nemacheilidae.

## Разпространение
Видът е разпространен в Китай (Гуейджоу).